# II-63
De II-63 is een nationale weg van de tweede klasse in Bulgarije. De weg loopt van Pernik via Breznik naar Servië. De II-63 is 66 kilometer lang.